# Senza un filo di classe
Senza un filo di classe (Where's Poppa?) è un film del 1970 diretto da Carl Reiner.
Il film è un adattamento cinematografico dell'omonimo romanzo di Robert Klane del 1970. La trama ruota attorno alla travagliata relazione tra un avvocato e sua madre, che continua a interferire con la sua vita sentimentale.

## Trama
Gordon Hocheiser, un avvocato penalista di New York, si prende cura della sua anziana madre e vive con lei. Sua madre, una vedova di 87 anni, maleducata e forse affetta da demenza senile, sta rovinando la sua vita sentimentale. Gordon è risentito a tal punto da cercare di spaventarla a morte indossando un costume da gorilla, ma sua madre lo colpisce duramente all'inguine. Sua madre, tuttavia, sembra non essere a conoscenza delle sue intenzioni e si riferisce a lui come a un "bravo ragazzo". Nonostante il suo desiderio di sbarazzarsi di lei, Gordon aveva promesso a suo padre sul letto di morte di non metterla in una casa di riposo, cosa che gli provoca una grave angoscia. Sua madre gli chiede in continuazione: "Dov'è Poppa?" e la sua reiterata risposta è sempre: "Ancora morto".
Cerca di assumere un'infermiera che badi a sua madre, ma nessuno vuole accettare il lavoro. Finalmente Gordon individua Louise, una giovane e bella infermiera i cui pazienti hanno la peculiare abitudine di morire sotto le sue cure. Nonostante la mancanza di qualifiche, Gordon assume Louise come badante di sua madre. Gordon se ne innamora, ma teme di essere sabotato da sua madre. Quando invita Louise nel suo appartamento nell'Upper West Side, cerca di rinchiudere sua madre nella sua stanza.
Dopo un disastroso primo incontro tra Louise e sua madre, Gordon chiama suo fratello Sidney e minaccia di uccidere sua madre se non gliela toglie immediatamente dai piedi. Preoccupato che Gordon possa effettivamente portare a termine le sue minacce, Sidney, che vive con la sua famiglia nell'Upper East Side, ignora le proteste di sua moglie e corre nel cuore della notte attraverso Central Park, dove ha una storia di ripetute rapine. Come previsto, i suoi rapinatori lo affrontano di nuovo e gli rubano i vestiti.
Quando Sidney arriva nudo all'appartamento di Gordon, Louise se n'è già andata. Così, dopo aver accettato di aiutarlo la prossima volta che avrà bisogno di lui, Sidney prende in prestito il costume da gorilla e lo indossa in casa. Louise ritorna e, rendendosi conto che questa potrebbe essere la sua ultima possibilità con lei, Gordon chiama l'appartamento di Sidney per aiutarlo di nuovo. Sulla via del ritorno attraverso il parco, tuttavia, Sidney si imbatte con il costume da gorilla nei suoi rapinatori che lo costringono ad aggredire una donna nel parco, ma la donna si rivela essere un agente di polizia sotto copertura. Durante la cena, Gordon viene umiliato da sua madre davanti a Louise, tirandogli giù i pantaloni e mordendogli le natiche. Louise fugge in taxi, lasciando Gordon per strada con i pantaloni ancora intorno alle caviglie.
Uno scoraggiato Gordon fa visita a Sidney in prigione. Il giorno dopo, Gordon torna al lavoro, ma, stanco e deconcentrato, rappresenta il suo cliente in tribunale con totale incompetenza. Durante il processo, Louise appare in fondo all'aula e Gordon lascia l'aula per correrle dietro. Louise, incapace di sopportare sua madre un minuto in più, minaccia di lasciare Gordon, il quale torna al suo appartamento, prende la madre, prepara i suoi bagagli e le dice che incontreranno Poppa. Gordon guida con sua madre e Louise in una serie di case di riposo, ma non hanno un posto libero per sua madre. Dopo averne trovato uno che la prenderà in carico, Gordon la lascia all'ingresso e le presenta uno sconosciuto anziano a caso come Poppa. Finalmente liberi dalla madre, Gordon e Louise si allontanano gioiosamente.